# Tribune (Kansas)
Tribune város az USA Kansas államában. Lakosainak száma 772 fő (2020. április 1.).

## Népesség
A település népességének változása:

| 2010 | 741 |
| 2020 | 772 |